# トルトリーチ
トルトリーチ（イタリア語: Tortorici, シチリア語: Turturici）は、イタリア共和国シチリア州メッシーナ県にある、人口約6,200人の基礎自治体（コムーネ）。

## 地理

### 位置・広がり

#### 隣接コムーネ
隣接するコムーネは以下の通り。括弧内のCTはカターニア県所属を示す。
- ブロンテ (CT)
- カステッルンベルト
- フロレスタ
- ガラーティ・マメルティーノ
- ロンジ
- ランダッツォ (CT)
- サン・サルヴァトーレ・ディ・フィターリア
- シナグラ
- ウクリーア

## 行政

### 分離集落
トルトリーチには、以下の分離集落（フラツィオーネ）がある。
- Batana, Bruca, Capreria, Cappuccini, Colla, Casitti, Fiumara, Grandusa, Grazia, Ilombati, Lembo, San Filippo, Martini, Masugna, Mercurio, Marù, Moira, Pagliara, Parisi, Piano Canne, Potame, Pullo, San Leonardo, Salvo, Sant'Andrea, Santa Nagra, Sceti, Sciortino, Serro Alloro, Serro Polino, S. Sergio